# Кандры-Куль (национальный парк)
Кандры-Куль (баш. Ҡандракүл) — государственный природный парк, особо охраняемая природная территория в Туймазинском районе Республики Башкортостан. Расположен на северо-востоке Бугульминско-Белебеевской возвышенности. Включает озеро Кандрыкуль и его окрестности.
Общая площадь составляет 5174,6 га. 48,9% территории природного парка покрыто лесом.

## История
В 1965 году в соответствии с Постановлением Совета Министров Башкирской АССР «Об охране памятников природы Башкирской АССР» озеру Кандрыкуль был присвоен статус гидрологического памятника природы.
В соответствии с Постановлением Кабинета Министров Республики Башкортостан от 18 января 1995 года № 17 «О создании государственного природного национального парка «Кандры-Куль» в целях сохранения редких видов растений, организации отдыха и туризма создан государственный природный парк «Кандры-Куль».
Постановлением Правительства Республики Башкортостан от 29 декабря 2006 г. № 392 ««О природном парке „Кандры-Куль“» управление парком осуществляет государственное учреждение Дирекция по особо
охраняемым природным территориям Республики Башкортостан.